# Араскан
Араскан (Малый Араскан) (тув. Арыскан — «чаща», «дремучий лес»; «сухостой», «бурелом») — река в России, протекает по Усть-Коксинскому району Республики Алтай. Устье реки находится в 15 км от устья реки Аккем по правому берегу. Длина реки составляет 13 км.

## Данные водного реестра
По данным государственного водного реестра России относится к Верхнеобскому бассейновому округу, водохозяйственный участок реки — Катунь, речной подбассейн реки — Бия и Катунь. Речной бассейн реки — (Верхняя) Обь до впадения Иртыша.